# Marina Dalcerri
Marina Dalcerri (San Colombano al Lambro, 12 luglio 1957) è una giornalista e conduttrice televisiva italiana.

## Biografia
Ha debuttato nel 1982 come telefonista nel centralone della trasmissione tv Portobello. In seguito è stata annunciatrice televisiva di Telelombardia.
Ha iniziato la sua esperienza di anchorwoman nei primi anni novanta conducendo l'edizione della notte di Studio Aperto, all'epoca diretto da Emilio Fede.
Per molti anni ha condotto il TG4 nell'edizione delle 11:00 e delle 14:00, ruotando insieme a Donatella Di Paolo, Giuliana Fiorentino, Francesca Romanelli, Filippo D'Acquarone e Diletta Petronio. Ha condotto, seppur saltuariamente, l'edizione serale delle 18:55, ed è stata la prima conduttrice (per tutta la settimana) della stessa edizione dopo il licenziamento dell'ex-direttore Fede, in attesa dell'arrivo della giornalista Monica Gasparini.
Nell'estate 2018 lascia la conduzione del TG4 dopo 26 anni, ma resta al TG4, nell'ufficio di coordinamento delle edizioni del telegiornale.